# گروه محافظت‌کننده

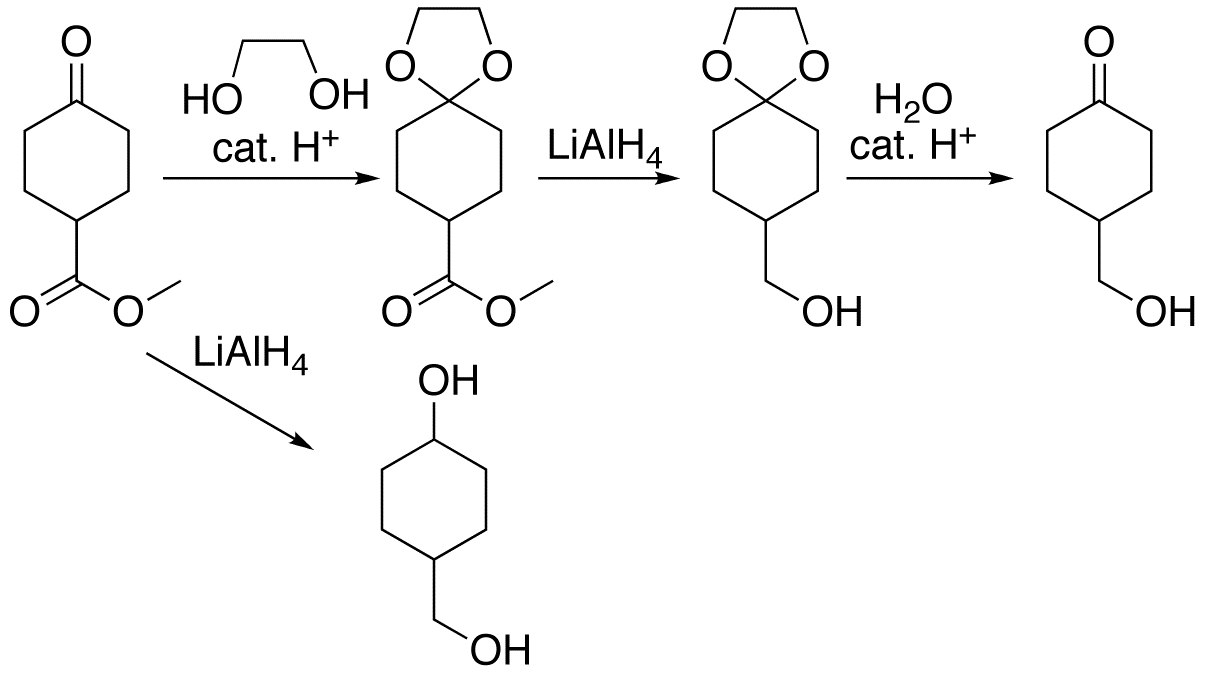
گروه محافظت‌کننده استال از کاهش استر به دی‌ال پیشگیری می‌کند و فراورده را به سمت کتون پیش می‌برد.

گروه محافظت‌کننده یا گروه پیره‌گر (انگلیسی: Protecting group) در شیمی به یک گروه عاملی گفته می‌شود که از گزینش‌پذیری شیمیایی در یک واکنش پیش‌گیری کند. محافظت در سنتزهای چندگامهٔ شیمی آلی بسیار اهمیت دارند. در ساخت انواع گونه‌های شیمیایی، بخش‌هایی از مولکول ممکن است فعال‌تر باشند و زودتر وارد واکنش گردند. برای جلوگیری از واکنش این گروه‌های عاملی، آن‌ها را به وسیلهٔ یک گروه محافظت‌کننده، مسدود کرده و پس از پایان واکنش با حذف آن گروه محافظت‌کننده بازیابی می‌کنند. به گروه عاملی که توسط گروه محافظت‌کننده، غیرفعال می‌شود، گروه محافظت‌شده می‌گویند. بازیابی گروه محافظت‌شده در فرایندی به نام محافظت‌زدایی یا واپیرگی (به انگلیسی: deprotection) رخ می‌دهد.

## گروه‌های محافظت‌کننده
برای هر گروه عاملی، گروه یا گروه‌های محافظت‌کنندهٔ ویژه‌ای وجود دارد. در زیر به برخی از این گروه‌ها اشاره شده‌است:
- محافظت از الکل‌ها: استیل، پیوالیک اسید، تتراهیدروپیران، تتراهیدروفوران، تری‌فنیل‌متان، سیلیل اترها (مانند تری‌متیل‌سیلیل (TMS))
- محافظت از آمین‌ها: کلرید فلورنیل‌متیل‌اکسی‌کربونیل، گروه عاملی، ۲٬۲٬۲-تری‌کلراتوکسی‌کربونیل کلرید، برخی سولفونامیدها
- محافظت از کربونیل‌ها: استال، آسیلال، دی‌تیان‌ها
- محافظت از کربوکسیل‌ها: متیل، برخی استرها (مانند ۶٬۲-زیلنول و پروپوفول)، ارتواستر